# Макиннон, Дуглас
Дуглас Макиннон — шотландский теле- и кинорежиссёр из Портри, остров Скай.
Он дебютировал в художественном фильме «Летучий шотландец» (2006), который стал гала-премьерой на Эдинбургском фестивале в 2006 году и был впоследствии выбран MGM для мирового показа.
Одной из первых его режиссерских работ стал документальный сериал «Дом» об острове Скай и его спортивной команде Skye Camanachd, выигравшей кубок Camanachd Cup в 1990 году. Макиннон снял первые три эпизода сериала «Джекилл» (2007) с Джеймсом Несбиттом, Мишель Райан и Джиной Беллман в главных ролях. Сериал был номинирован на «Эмми» и на фестивале «Золотая Роза».
Он снял много эпизодов телевизионных драм и как минимум три телевизионных фильма. Его работы включают в себя «Bodies», «Gentlemen’s Relish», «Робин Гуд», «The Vice» и многочисленные эпизоды «Доктора Кто».
Его эпизод «Шерлока» «Безобразная невеста» получил премию «Эмми» за выдающийся телевизионный фильм.
Он также снял два сезона (12 эпизодов) «Благих знамений» Терри Пратчетта и Нила Геймана.

## Избранные телевизионные режиссерские работы
| Производство       | Примечания | Канал           |
| ------------------ | --- | --------------- |
| Home               | - Documentary (1990) | N/A             |
| The Vice           | - «Daughters» (1999) | ITV             |
| Gentlemen’s Relish | - TV movie (2001) | N/A             |
| Bodies             | - Numerous episodes (2004—2006) | BBC Three       |
| Джекилл            | - «Episode One» (2007) - «Episode Two» (2007) - «Episode Three» (2007) | BBC One         |
| Доктор Кто         | - «План сонтаранцев» (2008) - «Отравленное небо» (2008) - "Сила трёх (2012) - «Холодная война» (2013) - «Слушай» (2014) - «Ограбление во времени» (2014) - «Плоскость» (2014) - «Мужья Ривер Сонг» (2015) | BBC One         |
| Шерлок             | - «Безобразная невеста» (2016) | BBC One         |
| Чужестранка        | - «Белая дама» (2016) - «Несвоевременное воскрешение» (2016) | Starz           |
| Падение Ордена     | - «Пилот» (2017) - «Эпизод 2» (2017) | History Channel |
| Благие знамения    | - «В начале» (2019) - «Книга» (2019) - «Тяжёлые времена» (2019) - «Веселье утром в субботу» (2019) - «Выбор Судного дня» (2019) - «Самый последний день их жизней» (2019)                                 | Amazon Prime    |